# حميد رضا صدر
حميد رضا صدر (19 أبريل 1956 - 15 يوليو 2021)، هو صحفي ومؤلف ومؤرخ وخبير اقتصادي إيراني. وناقد في مجال كرة القدم والسينما اشتهر بإصداراته في مواضيع مختلفة مثل كرة القدم والسينما وغير الروائية القائمة على التاريخ والدراسات الاجتماعية. توفي بمرض السرطان في 16 يوليو 2021.